# Taraxacum kok-saghyz
O Taraxacum kok-saghyz, frequentemente abreviado como TKS e comummente referido como dente-de-leão cazaque, raiz de borracha ou dente-de-leão russo, é uma espécie de dente-de-leão nativa do Cazaquistão, Quirguistão e Uzbequistão, notável pela sua produção de borracha de alta qualidade. T. kok-saghyz foi descoberto no Cazaquistão em 1932 por cientistas soviéticos que procuravam uma fonte doméstica de borracha.

## Etimologia
Kok-saghyz é derivado do cazaque kök-sağız (көк-сағыз), com kök significando raiz e saghyz significando borracha ou goma. O seu látex era tradicionalmente usado como uma espécie de goma de mascar.

## Biologia

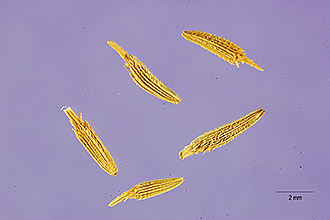
Frutos de T. kok-saghyz.

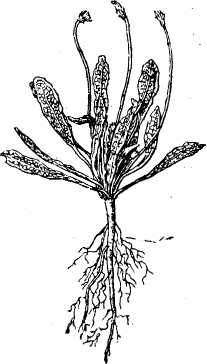
Ilustração botânica.

### Descrição da planta
O Taraxacum kok-saghyz é uma planta perene com flor amarela composta característica do género Taraxacum. Cada cabeça de flor pode ter aproximadamente 2,5 cm de diâmetro e conter de 50 a 90 florzinhas. As plantas podem conter de 25 a 50 folhas dispostas numa ou mais rosetas na extremidade superior da raiz. O Taraxacum kok-saghyz pode ser diferenciado do dente-de-leão comum (Taraxacum officinale) pelas suas folhas verdes acinzentadas geralmente menores e estruturas semelhantes a chifres nas brácteas que circundam o gomo. As flores são hermafroditas, polinizadas por insetos (entomófilas) e estão em caules que atingem cerca de trinta centímetros de altura. O Taraxacum kok-saghyz geralmente floresce de maio a junho, com sementes a amadurecer de junho a julho.
É uma espécie diplóide que se reproduz sexualmente, e produz pólen bom. Outra espécie, um apomítico triplóide que também possui brácteas com chifres e produz borracha, T. brevicorniculatum Korol. tem sido frequentemente identificado erroneamente como T. kok-saghyz .

## História
O TKS foi cultivado em larga escala na União Soviética durante a Segunda Guerra Mundial. A União Soviética cultivou Taraxacum kok-saghyz, juntamente com Taraxacum hybernum e Scorzonera tau-saghyz, em grande escala entre 1931 e 1950 - notavelmente durante a Segunda Guerra Mundial - como uma fonte emergencial de borracha quando o fornecimento de borracha da Hevea brasiliensis no Sudeste Asiático foram ameaçados. Os Estados Unidos, Reino Unido, Alemanha, Suécia e Espanha também cultivaram a planta pelo mesmo motivo. Durante este período, os rendimentos mais elevados alcançados pelos EUA atingiram 110kg de borracha por hectare, enquanto que a URSS alcançou rendimentos de 200kg de borracha por hectare. O subcampo Raisko de Auschwitz era uma fábrica de produção da planta. Algumas das mulheres que foram deportadas no Convoi des 31000 trabalharam ali na sua produção. Com o fim da Segunda Guerra Mundial e o retorno da borracha Hevea brasiliensis acessível (que tem um rendimento de 8 a 10 vezes maior), a maioria dos programas de T. kok-saghyz cessou.

## Crescimento e cultivo

### Condições de cultivo
O Taraxacum kok-saghyz dá-se melhor em solos soltos e bem drenados, com alta retenção de humidade e pH entre 5,5 e 8,5, em pleno ou quase pleno sol. A planta cresce bem em climas temperados. O maior crescimento é registado em solos contendo 2–8% de matéria orgânica.

## Semeio
O TKS produz cerca de 1 milhão de sementes por libra (2.207.505 sementes por quilo). As sementes germinam prontamente, mas crescem muito lentamente, apesar do desenvolvimento inicial de um sistema radicular forte. Devido ao seu crescimento lento, as mudas são vulneráveis a serem superadas por ervas daninhas nativas. O crescimento lento e o controlo de ervas daninhas continuam a ser os principais desafios para o sucesso do cultivo de TKS hoje. A semeadura direta de TKS foi identificada pelos investigadores como o método preferido para o estabelecimento de uma cultura. Estudos de campo mostraram que a germinação do TKS ocorre em maio. A vulnerabilidade durante as primeiras fases da vida é a principal razão pela qual a avaliação do risco de pragas, realizada pelo Instituto Julius Kühn, revelou pouco potencial invasivo para TKS na Alemanha.

### Desafios
Atualmente, os principais desafios do cultivo de TKS incluem germinação de plantas, vigor de mudas, taxa de crescimento e controlo de ervas daninhas. O controle de ervas daninhas é ineficaz, pois os herbicidas atualmente disponíveis geralmente apresentam efeitos colaterais indesejados, como retardar o desenvolvimento da planta ou causar danos às plantas. No entanto, o controlo de ervas daninhas é inevitável, uma vez que a pressão descontrolada das ervas daninhas reduz a sobrevivência das culturas e a taxa de crescimento das plantas. Além disso, o cultivo de TKS em fileiras é inviável devido à morfologia da planta. Os estudos atuais do genoma das plantas visam identificar marcadores genéticos para melhorar o germoplasma TKS . Além disso, está a ser investigado o desenvolvimento da resistência das ervas daninhas através de técnicas tradicionais de melhoramento de plantas.

### Pragas e doenças
Em 2022, os cientistas relataram a primeira doença de ferrugem em TKS na China, causada por Puccinia hieracii. Conduz a perdas de rendimento moderadas a elevadas e representa uma ameaça potencial para a produção em larga escala de TKS.

### Colheita
O TKS pode ser colhido após uma única estação de cultivo. O acumulo de borracha começa na germinação, atinge o pico por volta de um ano e depois estabiliza-se ou diminui devido à eliminação e destruição de tecidos radiculares mais antigos por microorganismos.

## Utilidade

### Borracha
A borracha natural (cis-1,4-poliisopreno) é um polímero produzido por plantas. A borracha natural é obtida a partir da coagulação e refinação do látex de espécies vegetais. Em muitas das suas aplicações mais significativas, não pode ser substituído por alternativas de borracha sintética. Algumas das propriedades únicas e insubstituíveis incluem resistência à abrasão, elasticidade, resistência ao rasgo e ao impacto, maleabilidade em temperaturas frias e dispersão eficiente de calor. A produção de borracha natural concentra-se nas áreas tropicais dos países da Ásia-Pacífico e é proveniente da seringueira do Pará (Hevea brasiliensis).  O mercado de borracha natural é coordenado pela Associação dos Países Produtores de Borracha Natural (ANRPC). Esta associação intergovernamental representa 92% da produção mundial de borracha natural. Há uma série de fatores que impulsionam a busca por alternativas à produção de borracha natural.
Uma ameaça à produção de borracha Hevea brasiliensis é a doença das folhas da América do Sul (SALB), causada pelo fungo Pseudocercospora ulei, que tem afetado a produção convencional de borracha na América do Sul desde 1934. Esta praga pode-se espalhar para as árvores de Hevea brasiliensis no Sudeste Asiático, que são geneticamente muito semelhantes entre si e com as da América do Sul. Além disso, a terra utilizada para a produção de borracha está a ser convertida em plantações de óleo de palma para a produção de biocombustível, e os custos laborais reduzem a rentabilidade das plantações de Hevea brasiliensis, uma vez que cada árvore deve ser explorada manualmente para a colheita do seu látex. O aumento dos preços do petróleo limita a viabilidade económica das borrachas sintéticas e os equivalentes sintéticos muitas vezes não conseguem substituir pragmaticamente a borracha natural. Em maio de 2019, a fabricante alemã de pneus Continental AG anunciou que estava prestes a iniciar a produção do "primeiro pneu de bicicleta feito com borracha sustentável de dente-de-leão", que pretendia cultivar nas suas próprias fábricas, evitando vários dos problemas tradicionais com o látex de H. brasiliensis – devido ao longo prazo entre o plantio e o cultivo (apenas seis meses para o dente-de-leão, em vez de sete anos para a seringueira) e aos preços voláteis do produto devido às longas distâncias de transporte entre os locais onde a borracha pode ser cultivada e as fábricas da empresa.
Além disso, há evidências crescentes de reações alérgicas à borracha Hevea usada em dispositivos médicos (luvas, preservativos, cateteres e outros produtos médicos), potencial escassez de oferta devido ao aumento da procura (o mercado global de borracha natural aumenta anualmente em 1-3 %.), mudanças no uso da terra e uma tendência geral para a substituição de produtos químicos derivados do petróleo por energias renováveis, que estão a impulsionar a procura por novas fontes de borracha natural.
Uma das opções alternativas é o TKS. Contém em média 12% de borracha natural e tem um rendimento médio de 225–750kg/ha. Comparado à Hevea brasiliensis, o rendimento do TKS não é suficiente para cobrir os custos tanto de coleta quanto de processamento. Os investigadores começaram a desenvolver cultivares de Taraxacum kok-saghyz que são mais fáceis de cultivar e que produzem mais e melhor borracha, como parte de um grande projeto de investigação em muitas instituições.

### Armazenamento
Uma etapa importante da produção da borracha, que também desempenha um papel no sucesso da TKS como cultura, é o armazenamento das raízes. Devem ser armazenadas e manuseadas de forma diferenciada dependendo do tamanho das raízes e da época de colheita. Em geral, as raízes secas podem ser armazenadas por pelo menos nove meses em ambiente seco. Para maximizar a produtividade, raízes pequenas (menos de 10 graas de peso fresco) são processadas ou secas imediatamente após a colheita. Para raízes grandes, é melhor armazená-las frescas em local refrigerado. As condições frias, além de estabilizarem o teor de borracha, também aumentam o teor de borracha nas raízes devido à indução pelo frio da via biossintética da borracha. Isto é especialmente importante se a época da colheita for antes da estação fria.

### Processamento
Logo após a colheita, as raízes são lavadas da sujeira e do solo. Se as raízes não forem processadas diretamente, por motivo de transporte, elas devem ser secas e depois armazenadas por vários meses em condições apropriadas.
O processo de extração da borracha segue este padrão:
1. Lixiviar as raízes em água quente: amolece o tecido e coagula o látex em filamentos finos. Além disso, isso remove os carboidratos solúveis (principalmente inulina), que podem ser posteriormente utilizados para a produção de etanol.
2. Trituração de seixos: solta o tecido vegetal e enrola os filamentos de borracha, que podem ser separados dos sólidos da raiz passando por uma peneira vibratória e flotação.
3. Separação por peneira vibratória e flotação: para separação do filamento de borracha dos sólidos da raiz.

Esse processo recupera bem mais de 90% da borracha total das raízes. Outra opção de processamento seria a extração da borracha na forma de látex.

### Subprodutos do dente-de-leão
A inulina produzida pelo TKS é um açúcar que pode ser utilizado em aplicações não alimentares ou transformado em bioetanol por fermentação. A biomassa vegetal restante poderia ser usada para produzir biogás. Se a planta for cultivada para este subproduto, é importante que as raízes não sejam armazenadas em condições refrigeradas, porque as raízes degradam a inulina para fornecer os substratos para a biossíntese da borracha.

## Reprodução

### Objetivos
O crescente interesse pela borracha natural aumenta o interesse pelos organismos geneticamente modificados. Esta necessidade é explicada pela diminuição dos recursos mundiais da borracha natural, pela indispensabilidade da borracha natural para a indústria e pela necessidade estratégica de uma indústria nacional ser independente da importação. Os principais objetivos do melhoramento são aumentar tanto a percentagem de teor de borracha na planta quanto a massa vegetativa da planta. Em comparação com outras plantas produtoras de seringueira, a herdabilidade das características relacionadas ao rendimento é menor, implicando um progresso reprodutivo mais lento para TKS .

### Estratégias
A percentagem de borracha e o tamanho das raízes poderiam ser aumentados através de policruzamentos de polinização aberta, resultando no dobro da produção de borracha. A percentagem de borracha no TKS poderia ser potencialmente aumentada através do melhoramento para 15 a 25% do peso seco. Três genes são os principais responsáveis pela biossíntese da borracha: REF (fator de alongamento da borracha), SRPP (proteína de pequenas partículas de borracha) e CPT (cis-preniltransferase). O papel desses genes foi comprovado em 2016 pela análise da sequência do genoma da Hevea. Com a inserção destes genes no ADN nuclear da TKS, é possível aumentar o conteúdo e a qualidade da borracha na planta. A engenharia genética permite aumentar o teor de borracha do TKS de duas maneiras: através da degradação da inulina pela expressão do gene 1-FEN ou através do knockdown do gene frutano 1-frutosil transferase (1-FFT), que codifica a frutose envolvida na síntese de inulina. No que diz respeito à competitividade com as ervas daninhas, a criação de plantas TKS resistentes a herbicidas é uma estratégia possível para resolver este problema. A hibridação entre o dente-de-leão da borracha TKS e o dente-de-leão comum (Taraxacum officinale) foi proposta como uma possível forma de alcançar esta resistência. 